# Berlé
Berlé (Luxemburgs: Bärel, Duits: Berl) is een plaats in de gemeente Winseler en het kanton Wiltz in Luxemburg.

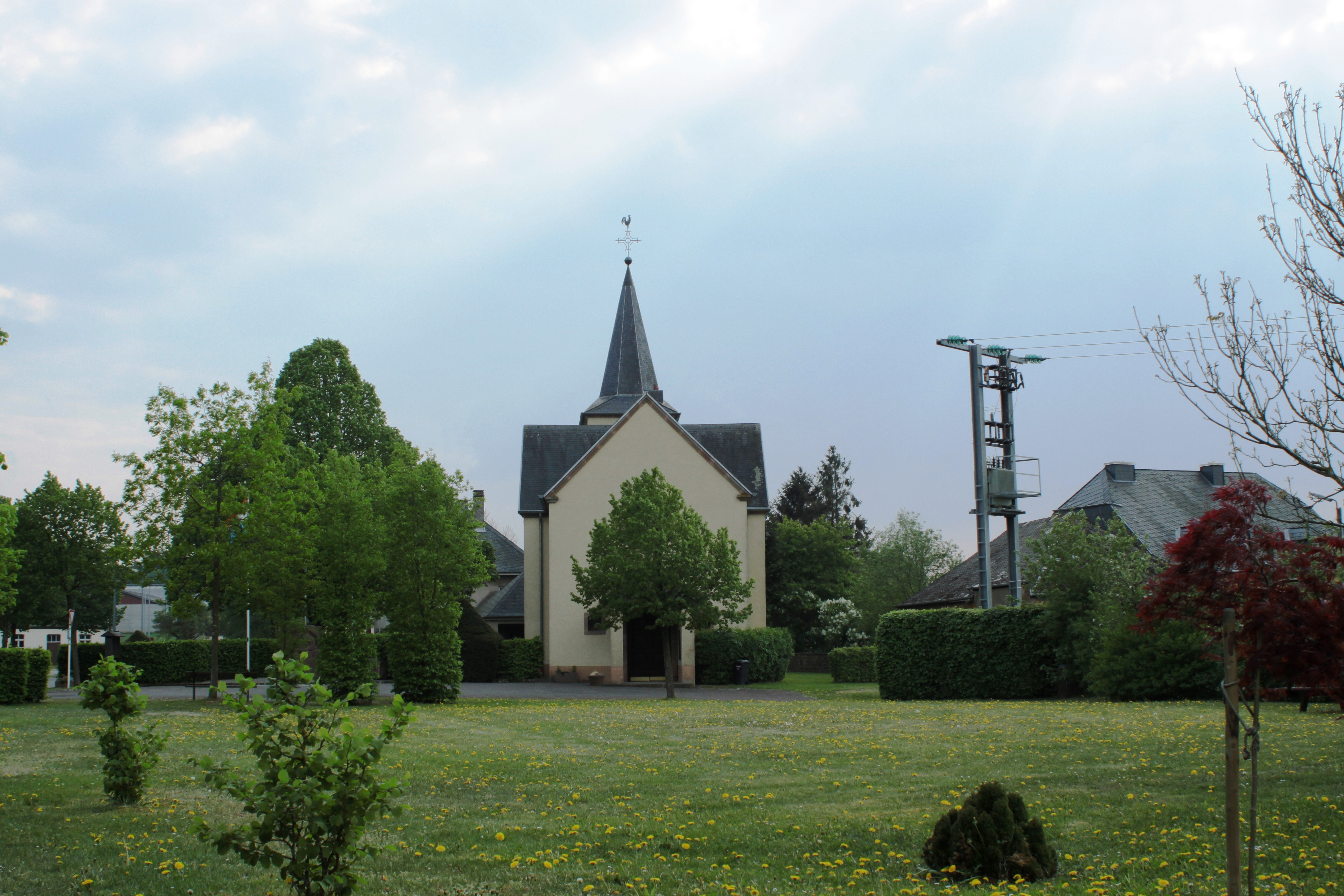
Kerk van Berlé

Berlé telt 104 inwoners (2001).